# 岩本熊雄
岩本 熊雄（いわもと くまお、明治4年3月21日（1871年5月10日） - 没年不詳）は、日本の陸軍軍人、鉄道官僚。一年志願兵を経て将校となり、鉄道会社勤務を経て帝国鉄道庁・鉄道省に出仕。札幌鉄道局苗穂工場長や北海道鉄道管理局旭川工場長等を歴任する。東京府士族で官位は陸軍歩兵少尉従五位勲四等。

## 来歴・人物
岡山県岡山市富田町に生まれ、1893年（明治26年）に東京工業学校機械工芸部機械科を卒業、同年12月、一年志願兵として歩兵第2連隊に入隊。1895年（明治28年）7月、歩兵少尉任官と共に予備役となり日本鉄道株式会社に入社、汽車課に勤務する。同年10月、勲六等瑞宝章を受章。1896年（明治29年）2月、盛岡工場に転属。1904年（明治37年）2月、北海道鉄道株式会社に移り汽車課工作掛長に就任。1905年（明治38年）1月、職制が改められ車輛掛長に。
1907年（明治40年）7月、帝国鉄道庁に入り、函館運輸事務所長を命ぜられる。1908年（明治41年）4月には帝国鉄道庁技師となる。同年6月、北海道帝国鉄道管理局手宮工場長に進み、1911年（明治43年）4月に岩見沢工場長、1913年（大正2年）5月に旭川工場長に就任し、1916年（大正5年）11月に釧路工場長を兼ねる。同月、九州鉄道管理局小倉工場に配転となり、1918年（大正7年）11月、東部鉄道管理局大宮工場に移る。1920年（大正9年）10月から札幌鉄道局苗穂工場長として北海道に赴く。